# Khobz mbesses
Ne doit pas être confondu avec Mbesses.
Le khobz mbesses est un pain tunisien.
Il s'agit d'un pain levé réalisé à base de semoule et de farine de blé. La pâte de ce pain présente la particularité d'être particulièrement aromatisée avec des épices et herbes au choix de celui qui le prépare (usuellement du fenouil, de l'anis, de la nigelle, du curcuma, du sel et du poivre) auquel se rajoute de l'œuf. La pâte est ensuite travaillée avec de l'huile d'olive, un peu d'eau et le tout est cuit au four.